# Конфлікти на пострадянському просторі

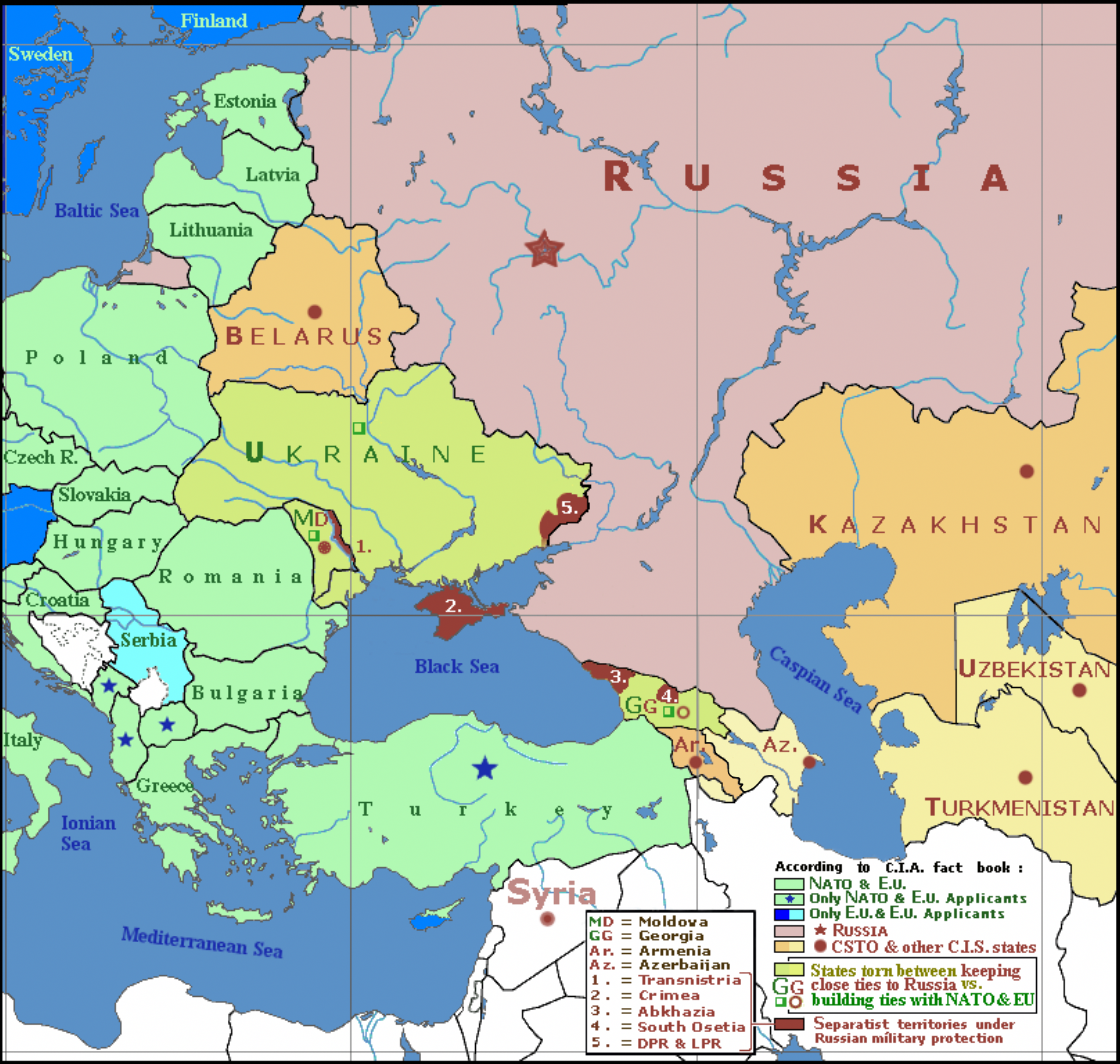
Геополітика Росії на південь від її кордонів (за звітом ЦРУ)

Конфлікти на пострадянському просторі — низка збройних конфліктів, революцій, заколотів та інших осередків воєнно-політичної напруги на території так званих «пострадянських держав», що утворилися наприкінці 1980-х — початку 1990-х років у процесі розпаду Союзу Радянських Соціалістичних Республік.

## Конфлікти за регіонами колишнього СРСР

### Середня Азія
| Конфлікт                                                              | Сторони конфлікту                                             | Сторони конфлікту                                                                                                | Початок         | Кінець         | Зміст | Результат |
| --------------------------------------------------------------------- | ------------------------------------------------------------- | --- | --------------- | -------------- | --- | --- |
| Громадянська війна в Таджикистані                                     | / Таджикистан · / Росія · Узбекистан · Казахстан · Киргизстан | Об'єднана таджицька опозиція · Партія ісламського відродження Таджикистану · Джаміат-є Ісламі · Афганістан · ІРУ | 5 травня 1992   | 27 червня 1997 | Збройний конфлікт у Таджикистані між прибічниками центральної влади та опозицією. Почався, коли етнічні групи з Гармського та Горно-Бадахшанської областей Таджикистану, які були недостатньо представлені в правлячій еліті, повстали проти національного уряду президента Рахмона Набієва, в якому домінували вихідці з Ленінабадської та Кулябської областей | Війна завершилася підписанням Генеральної угоди про встановлення миру і національної злагоди в Таджикистані та Московського протоколу.                                  |
| Міжетнічна криза в Киргизстані 2010 року Частина Киргизької революції | Киргизстан                                                    | ІРУ | 6 квітня 2010   | 14 грудня 2010 | Зіткнення між етнічними киргизами та узбеками на півдні Киргизстану, насамперед у містах Ош і Джалал-Абад, після повалення колишнього президента Курманбека Бакієва 7 квітня. | Уряд Бішкека частково відновив контроль над південними провінціями; обмежений відтік узбецької меншини з країни; у суспільному житті системне придушення узбецької мови |
| Повстання в Таджикистані                                              | Таджикистан                                                   | Об'єднана таджицька опозиція · ІРУ                                                                               | 19 вересня 2010 | вересень 2015  | Протистояння між урядовими силами Таджикистану та прибічниками ісламізації країни, зокрема узбецькими ісламістами | Капітуляція опозиційних сил з їх лідером Толібом Айомбековим у серпні 2012 року. Поступове припинення бойових дій після цього                                           |
| Киргизсько-таджицький конфлікт                                        | Таджикистан                                                   | Киргизстан | 28 квітня 2021  | 1 травня 2021  | Збройний прикордонний конфлікт між Киргизстаном і Таджикистаном, що почався через стару суперечку про воду на спірній території в Баткенській області Киргизстану | Припинення вогню |

### Північний Кавказ
| Конфлікт                                                                | Сторони конфлікту                                            | Сторони конфлікту                                                                   | Початок        | Кінець           | Зміст | Результат |
| ----------------------------------------------------------------------- | ------------------------------------------------------------ | ----------------------------------------------------------------------------------- | -------------- | ---------------- | --- | --- |
| Осетинсько-інгуський конфлікт                                           | Осетинська міліція · Росія · Донські козаки · Терські козаки | Інгуська міліція                                                                    | 31 жовтня 1992 | 4 листопада 1992 | Етнополітичний конфлікт на території Пригородного району Північної Осетії, який призвів до етнічних чисток інгуського населення на сході району | Інгуське населення регіону майже цілком втекло з Північної Осетії до Інгушетії. Повернення більшості біженців було заблоковано місцевою владою, і відтоді лише осетини змогли повернутися; колишні інгушські будинки та поселення в районі поступово окупували осетинські біженці з Грузії |
| Перша російсько-чеченська війна Частина Російсько-чеченського конфлікту | Росія                                                        | Чеченська Республіка Ічкерія · Моджахеди                                            | 11 грудня 1994 | 31 серпня 1996   | Збройний конфлікт, що відбувався переважно на території Чечні у період з 1994 по 1996 рік. Розпочався прихованим вторгненням російських збройних сил в Ічкерію, під час якої Росія намагалася повалити уряд Ічкерії. Після початкової кампанії 1994—1995 рр., що завершилася руйнівною битвою за Грозний, російські федеральні сили спробували захопити контроль над гірською територією Чечні, але, попри перевагу у силах та засобах, зазнали поразки | Хасав'юртський мир. Перемога чеченських збройних сил та виведення російських військ |
| Дагестанська війна                                                      | Росія                                                        | Ісламський джамаат Дагестан                                                         | 7 серпня 1999  | 14 вересня 1999  | Збройний конфлікт на території Дагестану між загонами «Ісламської миротворчої бригади» під командуванням Багаутдіна Кебеде, Шаміля Басаєва та Хаттаба з одного боку та військами Росії — з іншого | Відновлення контролю над регіоном російським урядом, продовження бойових дій на території Чечні |
| Друга російсько-чеченська війна Частина Російсько-чеченського конфлікту | Росія                                                        | Чеченська Республіка Ічкерія(до 7 жовтня 2007) · Кавказький емірат(з 7 жовтня 2007) | 7 серпня 1999  | 15 квітня 2009   | Збройний конфлікт, що відбувався переважно на території Чечні у період з 1999 по 2009 рік. | У квітні 2009 року операція федеральних сил у Чечні офіційно завершилася. Основна частина російської армії була виведена, відповідальність за боротьбу з повстанцями антиросійського руху передали на місцеву поліцію                                                                      |
| Війна в Інгушетії                                                       | Росія · Республіка Інгушетія                                 | Кавказький емірат                                                                   | 21 липня 2007  | 19 травня 2015   | Збройний конфлікт низької інтенсивності, викликаний ескалацією протистояння в Інгушетії, пов'язаного із конфліктом у Чечні. | До 2015 року повстання в Республіці значно ослабло, і кількість жертв значно зменшилася за наступні роки. |
| Збройний конфлікт на Північному Кавказі                                 | Росія                                                        | Кавказький емірат ІДІЛ                                                              | 16 квітня 2009 | 19 грудня 2017   | Бойові дії між бойовиками різних націоналістичних ісламістських повстанських угруповань, ІДІЛ і співробітниками правоохоронних органів Російської Федерації на території Північного Кавказу, що відбувалися після офіційного скасування режиму контртерористичної операції в Чеченській республіці та поширення на увесь Північний Кавказ | Офіційне проголошення російською владою про завершення контртерористичної операції в регіоні |

### Південний Кавказ
| Конфлікт | Сторони конфлікту                                                                       | Сторони конфлікту                  | Початок         | Кінець            | Зміст | Результат |
| --- | --------------------------------------------------------------------------------------- | ---------------------------------- | --------------- | ----------------- | --- | --- |
| Перша карабаська війна Частина Карабаського конфлікту                                                        | Вірменська РСР/ Вірменія · Нагірно-Карабаська Республіка                                | Азербайджанська РСР/ Азербайджан   | 20 лютого 1988  | 12 травня 1994    | Збройний конфлікт, що відбувався між вірменами та азербайджанцями за контроль над Нагірним Карабахом | 5 травня 1994 р. підписаний Бішкекський протокол. Нагірний Карабах став де-факто незалежною державою, залишаючись де-юре частиною Азербайджану. Проводились мирні переговори між двома країнами, щоб визначити майбутнє спірної території |
| Південноосетинська війна (1991—1992) Частина Грузино-південноосетинського конфлікту                          | Південна Осетія                                                                         | Грузія                             | 5 січня 1991    | 24 червня 1992    | Активна фаза грузино-південноосетинського конфлікту, що вилилася в збройне протистояння, що почалося на хвилі самовизначення національних окраїн СРСР та завершилася Дагомиськими угодами | Втрата Грузією адміністративного контролю над 60 % території регіону; Південна Осетія стала де-факто незалежною, але невизнаною державою |
| Громадянська війна в Грузії                                                                                  | Військова рада Грузії (січень-грудень 1992) Державна рада Грузії (з березня 1992) Росія | Уряд Звіада Гамсахурдії у вигнанні | 22 грудня 1991  | 31 грудня 1993    | Збройний конфлікт між прибічниками першого президента Грузії Звіада Гамсахурдії та опозицією до його уряду. Причиною конфлікту стало фактичне силове усунення Гамсахурдії з посту президента, що стало відповіддю на придушення виступів опозиції восени 1991 року, у результаті чого наприкінці грудня 1991 року в ході військових дій опозиція отримала контроль над низкою стратегічних об'єктів у Тбілісі, зокрема й парламентом                                                                 | Перемога Державної ради над звіадистами |
| Війна в Абхазії (1992—1993) Частина Грузино-абхазького конфлікту                                             | Грузія                                                                                  | Абхазія · Росія                    | 14 серпня 1992  | 27 вересня 1993   | Збройний конфлікт між проросійською частиною абхазької політичної еліти, спрямовані на від'єднання від Грузії і приєднання до Росії та Грузією, що намагалася не допустити розколу держави. На абхазькому боці, крім російських агентів і місцевих незаконних військових формувань, воювали також «добровольці» з Північного Кавказу (передусім пов'язані з Росією чеченці, інгуші та кабардинці) | Абхазія стає фактично незалежною республікою, але залишається міжнародно визнаною частиною Грузії. Етнічні чистки грузинів в Абхазії |
| Війна в Абхазії (1998) Частина Грузино-абхазького конфлікту                                                  | Абхазія · Росія                                                                         | Білий легіон Лісові брати          | 20 травня 1998  | 26 травня 1998    | Збройний конфлікт у Гальському районі Абхазії, спричинений повстанням місцевих етнічних грузинів проти абхазької сепаратистської влади | Повстання придушене абхазькими військами |
| Російсько-грузинська війна (2008) Частина Грузино-абхазького Частина Грузино-південноосетинського конфліктів | Росія · Абхазія · Південна Осетія                                                       | Грузія                             | 7 серпня 2008   | 12 серпня 2008    | Спровокована Росією за підтримки сепаратистських угруповань Південної Осетії та Абхазії війна з Грузією, що розпочалася зі збройного протистояння в Південній Осетії. Вранці 7 серпня 2008 року російські регулярні, не миротворчі військові сили перетнули кордон Грузії через Рокський тунель і вторглися на територію Грузії, хоча в російських ЗМІ ситуацію представили так, ніби вони увійшли на грузинську територію лишень після початку військових дій грузинською стороною, а саме 8 серпня | Перемога Росії, Південної Осетії та Абхазії, виселення етнічних грузин з Південної Осетії та Кодорської ущелини в Абхазії. Визнання Росією Південної Осетії та Абхазії. Розміщення російських військових баз в Абхазії та Південній Осетії. Розрив відносин Грузії та Росії                                                                            |
| Чотириденна війна Частина Карабаського конфлікту                                                             | Вірменія Нагірно-Карабаська Республіка                                                  | Азербайджан                        | 2 квітня 2016   | 5 квітня 2016     | Локальні бої місцевого значення між вірменами та азербайджанцями за контроль над Нагірним Карабахом | Азербайджан звільнив частину території (за різними оцінками до 8-20 км² території) |
| Друга карабаська війна Частина Карабаського конфлікту                                                        | Вірменія Нагірно-Карабаська Республіка                                                  | Азербайджан                        | 27 вересня 2020 | 10 листопада 2021 | Війна між збройними силами Азербайджану та самопроголошеної Нагірно-Карабаської республіки (Республіки Арцах) і Вірменії в Нагірному Карабасі (Арцасі), за контроль над Нагірним Карабахом та окупованими Вірменією азербайджанськими територіями навколо Карабаху | Перемога Азербайджану, який повернув собі значну частину територій, окупованих Вірменією в ході Першої карабаської війни. Мирна угода щодо Нагірного Карабаху (Арцаху) про введення російських миротворців, вихід вірменських сил з прилеглих до НКР (РА) районів і залишення під контролем Азербайджану частини території Нагірного Карабаху (Арцаху) |

### Східна Європа
| Конфлікт                            | Сторони конфлікту | Сторони конфлікту | Початок             | Кінець        | Зміст | Результат |
| ----------------------------------- | ----------------- | ----------------- | ------------------- | ------------- | --- | --- |
| Придністровський конфлікт           | ПМР Росія         | Молдова           | 2 листопада 1990    | 21 липня 1992 | Політичний і військовий конфлікт, що виник між владою Молдови та самопроголошеною Придністровською Молдавською Республікою, підтриманою Росією, яка діяла силами регулярних підрозділів 14-ї армії Збройних сил РФ | Підписана мирна угода 21 липня 1992 р. Сторони погодилися на двосторонні заходи із відведення збройних формувань з обох сторін за лінію протистояння, створення буферної зони, розміщення спеціальної комісії та спільних миротворчих сил. Молдова втратила контроль над Придністров'ям, при цьому Придністров'я залишається міжнародно визнаною частиною Молдови. Конфлікт перебуває у замороженому стані |
| Російсько-українська війна (з 2014) | Росія             | Україна           | 20 (27) лютого 2014 | дотепер       | Пряме та опосередковане застосування збройної сили Російською Федерацією проти суверенітету та територіальної цілісності України. Відкритими складовими російської збройної агресії проти України є: - Захоплення і анексія Криму у лютому-березні 2014 року. - Війна на сході України з квітня 2014 року, яка розпочалась зі створення під прикриттям «народних» виступів спецслужбами РФ так званих «народних республік» на окупованих територіях Донецької і Луганської областей. - Російське вторгнення до України з лютого 2022 року та окупація територій півдня і сходу України. | Війна триває. Анексія Криму Росією, створення на сході України маріонеткових Донецької і Луганської республік, окупація (станом на травень 2022) значних територій у Донецькій, Запорізькій, Луганській, Харківській, Херсонській областях (загалом близько 20% території України перебуває під окупацією РФ).                                                                                             |